# San Cristóbal-vár
A San Cristóbal-vár (spanyolul: Castillo de San Cristóbal) a Spanyolországhoz tartozó Kanári-szigetek Santa Cruz de Tenerife városában található vár. Az épület a Tenerife szigetén található első jelentősebb erődítménynek számít, emellett a Santa Cruz-öböl legfontosabb védelmi épülete volt a kalóztámadásokkal szemben.
Napjainkban csupán néhány fal látható az építmény eredeti helyén, egy föld alatti alagútban a városban elhelyezkedő Plaza de España közelében. Építése 1575-ben kezdődött és 1577-ben ért véget. 2006. június 28-án, a Plaza de España felújítása során megtalálták a San Cristóbal-vár néhány maradványát, amelyeket később behelyeztek a többi rom mellé, az alagútba. Jelenleg a vár egykori területe múzeumként szolgál.